# Calliaspis sachaensis
Calliaspis sachaensis es un coleóptero de la familia Chrysomelidae.
Fue descrita científicamente por primera vez en 1998 por Borowiec & Stojczew.